# وچون بالا
وچون بالا (به انگلیسی: Vichvin Bala) یک منطقهٔ مسکونی در پاکستان است که در ناحیه میانوالی واقع شده‌است.